# Bikoukound
Bikoukound est un village de la région du Centre du Cameroun, situé dans la commune de Makak. 

## Population et développement
En 1962, la population de Bikoukound était de 400 habitants. La population de Bikoukound est de 426 habitants lors du recensement de 2005. La population est constituée pour l’essentiel de Bassa.  